# Boiling Springs (Carolina do Norte)
Boiling Springs é uma cidade  localizada no estado norte-americano de Carolina do Norte, no Condado de Cleveland.

## Demografia
Segundo o censo norte-americano de 2000, a sua população era de 3866 habitantes. 
Em 2006, foi estimada uma população de 3861, um decréscimo de 5 (-0.1%).

## Geografia
De acordo com o United States Census Bureau tem uma área de 
11,2 km², dos quais 11,2 km² cobertos por terra e 0,0 km² cobertos por água.

## Localidades na vizinhança
O diagrama seguinte representa as localidades num raio de 16 km ao redor de Boiling Springs. 